# Habenaria acuminata
Habenaria acuminata là một loài thực vật có hoa trong họ Lan. Loài này được (Thwaites) Trimen mô tả khoa học đầu tiên năm 1885.